# Lijst van spelers van ND Gorica
Deze lijst omvat voetballers die bij de Sloveense voetbalclub ND Gorica spelen of gespeeld hebben. De spelers zijn alfabetisch gerangschikt.

## A
- Ekpoki Abdulrazak
- Fikret Alomerović
- Sandi Arčon

## B
- Edi Bajrektarevic
- Samir Balagic
- Gregor Balažic
- Vili Bečaj
- Husein Beganovic
- Valter Birsa
- Aleksandar Bjelica
- Danijel Blasko
- Boško Boškovič
- Rok Brajič
- Ivan Brečevič
- Sandi Bremec
- Darko Brljak
- Mitja Brulc
- Miran Burgič
- Rok Buzeti

## C
- Uroš Celcer
- César Romero
- Matevz Champolunghi
- Jakob Cufer
- Goran Cvijanovič

## D
- Florijan Debenjak
- Rusmin Dedič
- Enes Demirovič
- Darko Djukic
- Jan Dornik
- Oskar Drobne
- Nedim Duric
- Simon Dvorsak
- Bojan Đukič

## E
- Ismet Ekmečič

## F
- Andrija Filipović
- Franklin
- Domen Fratina
- Boštjan Frelih

## G
- Goran Galešić
- Primož Gliha
- Gorazd Gorinsek
- Miha Gregorič
- Edmond Gunjac
- Goran Gutalj

## H
- Safet Hadžič
- Mahir Halili
- Enes Handanagič

## I
- Dejan Ilic
- Patrik Ipavec

## J
- Robi Jakovljevič
- Vladimir Jankovic
- Alfred Jermaniš
- Alen Jogan
- Kris Jogan
- Bojan Jokić
- Jorge Rodrigues
- Siniša Jukic

## K
- Taulant Kadrija
- Sanel Kalakovic
- Adem Kapič
- Vladimir Karalić
- Matija Katanec
- Tomaž Kavčič
- Matej Klancic
- Branislav Kojicic
- Aleš Kokot
- Andrej Komac
- Sebastjan Komel
- Miloš Kostic
- Sasa Kostic
- Mladen Kovacevic
- Nebošja Kovačevič
- Stevo Kovacevic
- Boris Kralj
- Tine Kravanja
- Darko Kremenovič
- Admir Kršič
- Erik Krzisnik
- Jasmin Kurtić

## L
- Peter Lérant
- Damir Likar
- Vladislav Lungu

## M
- Luka Markic
- Dino Martinovič
- Robert Marusic
- Tim Matavž
- Borut Mavric
- Matej Mavrič
- Jean Mbida
- Miha Mevlja
- Nejc Mevlja
- Boris Mijatovič
- Alen Mijic
- Željko Mitrakovič
- Matej Mlakar

## N
- Welle Ndiaye
- Novica Nikcevic
- Nikola Nikezić
- Dragoljub Nikolic

## O
- Milan Osterc

## P
- Sasa Panic
- Alen Pavič
- Milenko Petrovic
- Mitja Pirih
- Miha Pitamic
- Vito Plut
- Andrej Poljšak
- Nejc Praprotnik
- Nenad Protega
- Ales Prus
- Aleš Puš

## R
- Danijel Rakušček
- Saša Ranič
- Andrej Rastovac
- Gzim Rexhay
- Elvic Ribaric
- Aleksandar Rodic
- Marko Rojc
- Mladen Rudonja
- Anze Rupnik
- Tomi Rupnik

## S
- Jaka Sabec
- Adnan Sarajlić
- Schneider
- Alen Sculac
- Artim Shakiri
- Vasja Simčič
- Matija Širok
- Matija Škarabot
- Dario Smitran
- Matej Snofl
- Miran Srebrnič
- Kris Stergulc
- Erik Stibilj
- Dalibor Stojanovič
- Janez Strajnar
- Januš Štrukelj
- Jani Šturm
- Marko Šuler
- Matija Šuligoj

## T
- Massamasso Tchangaï
- Robert Težacki
- Rok Tribušon
- Mirza Tufekcic

## U
- Zoran Ubavic
- Aljosa Urdih
- Miha Ursic

## V
- Sandi Valentincic
- Etien Velikonja
- Amedej Vetrih
- Marko Vogric
- Luka Volarič
- Robert Volk
- Denis Vrtovec
- Ivica Vulic

## Z
- Aris Zarifovič
- Jan Zibelnik
- Gregor Židan
- Dejan Žigon
- Dragan Žilić
- Simon Zivec
- Anton Žlogar
- Tomaž Žniderčič
- Branko Zupan